# Uniontown (Alabama)
Uniontown is een plaats (city) in de Amerikaanse staat Alabama, en valt bestuurlijk gezien onder Perry County.

## Demografie
Bij de volkstelling in 2000 werd het aantal inwoners vastgesteld op 1636.
In 2006 is het aantal inwoners door het United States Census Bureau geschat op 1498, een daling van 138 (-8,4%).

## Geografie
Volgens het United States Census Bureau beslaat de plaats een oppervlakte van
3,5 km², geheel bestaande uit land.

## Plaatsen in de nabije omgeving
De onderstaande figuur toont de plaatsen in een straal van 32 km rond Uniontown.